# توماس رودريك ديو
توماس رودريك ديو (بالإنجليزية: Thomas Roderick Dew)‏ هو اقتصادي أمريكي، ولد في 1802 في مقاطعة كينغ أند كوين في الولايات المتحدة، وتوفي في 1846.